# سرخدار آلو
سرخدار آلو (نام علمی: Cephalotaxus) نام یک سرده از تیره آلوسرخداران است.